# 神の娘
『神の娘』（かみのむすめ、英語: A Daughter of the Gods, 「神々の娘」の意）は、1916年（大正5年）製作・公開、ハーバート・ブレノン監督によるアメリカ合衆国の映画、サイレント映画である。映画史上で初めて、メジャースターによるフルヌードシーンのある映画として知られる。

## 略歴・概要
ウィリアム・フォックスが100万米ドル（当時の日本円では220万円）の巨費を投じ、ジャマイカのキングストンに巨大なセットを建てて撮影した、180分の巨篇である。
日本では、1918年（大正7年）に公開されたが、当時、京都・新京極の帝国館が掲出したポスターの記述によれば、「全長壱萬呎」（1万フィート）、「出演俳優 21,218人」、「矮人国の童人 12,000人」、「人魚の数 200余」、「鰐魚 80余頭」、「消費フィルム尺数 22万3,000呎」とし、「本映畫の出現は正にキネマ史上に於ける一大奇蹟たり」と謳われている。同劇場での同時上映は、パラマウント映画の短篇コメディ『デブ君の濱遊び』（Coney Island、21分、1917年）であった。
スチル写真は残されているが、プリントは現存していない。

## スタッフ・作品データ
- 製作 : ウィリアム・フォックス
- 監督・脚本 : ハーバート・ブレノン
- 撮影 : アンドレ・バルラティエ、J・ロイ・ハント
- 編集 : ヘティ・グレイ・ベイカー
- フォーマット : 白黒映画 - スタンダード・サイズ（1.33:1） - サイレント映画

## キャスト

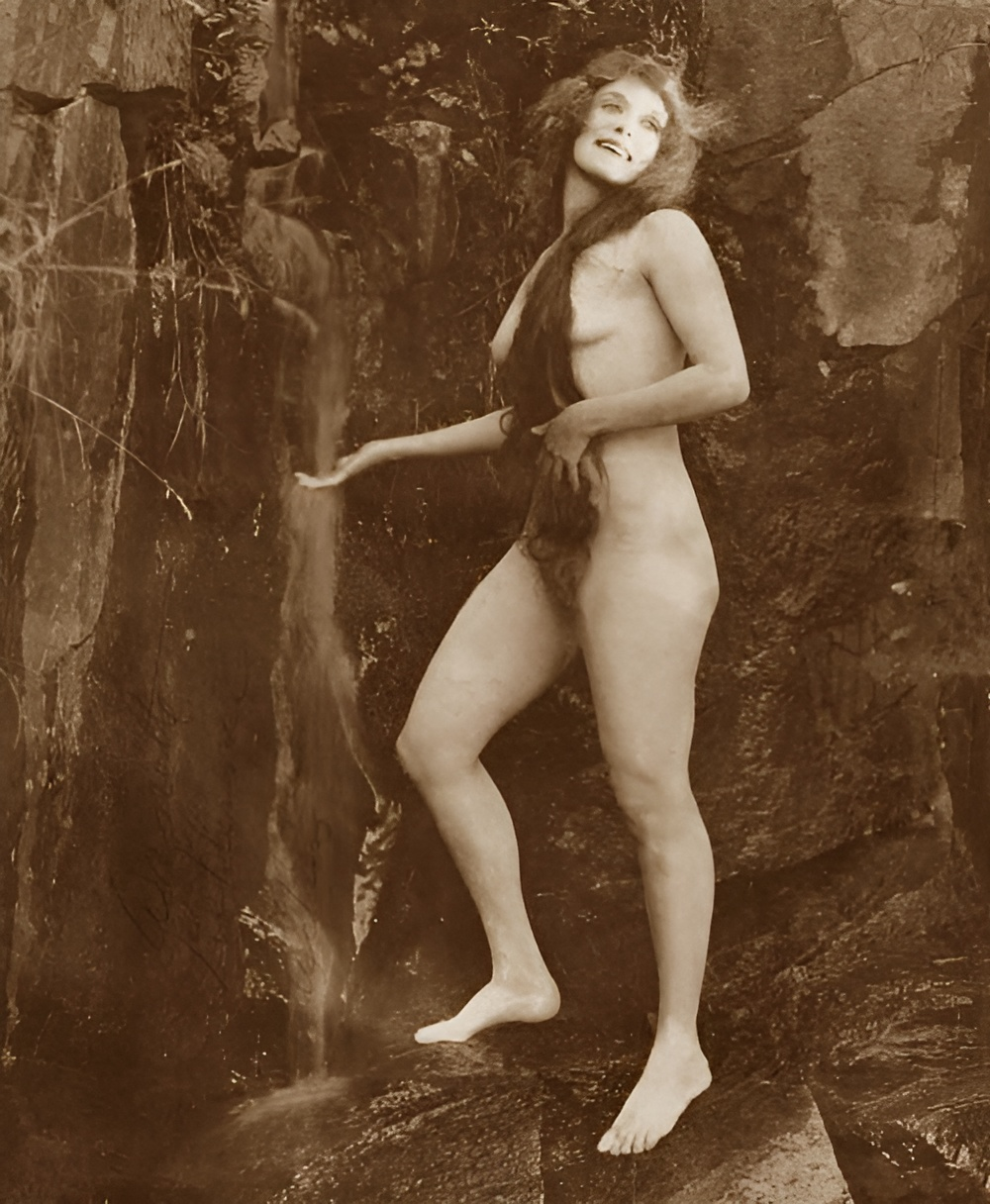
本作におけるアネット・ケラーマン。

- アネット・ケラーマン - アニシア（神々の娘）
- ウィリアム・E・シェイ - オマール王子
- ハル・デ・フォレスト - サルタン
- マーセル・ホンタバット - クリオネ
- ヴァイオレット・ホーナー - ザラー
- ジェイン・リー - オマール小公子
- スチュアート・ホームズ - ムーア人の商人
- キャサリン・リー - ナイディア
- リッカ・アレン - 悪の魔女
- ミリー・リストン - ザラーの母
- ヘンリエッタ・ギルバート - 女神の妖精
- ウォルター・ジェームズ - 宦官長
- ウォルター・マッカロー - サルタンの護衛長
- マーク・プライス - 奴隷商人
- ルイーズ・ライアル - その妻
- エドワード・ボアリング - アラブのシーク
- バーバラ・キャッスルトン

## 関連事項
- ウィリアム・フォックス (映画プロデューサー) （en:William Fox (producer)）
- ハーバート・ブレノン （en:Herbert Brenon）

## 註
1. 1 2 3  『活辯時代』、御園京平、岩波書店、1990年3月刊 ISBN 4002600211, p.21.